# Meänkieli

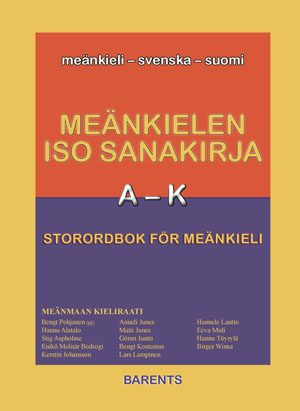
Coperta primului tom al «Marelui Dicționar meänkieli-suedezo-finlandez» (2011)

Meänkieli sau limba meänkieli, este un dialect al limbii finlandeze, ce a primit statut oficial de limbă a minorităților în Suedia. În meänkieli se vorbește în părți nordice ale Suediei, în lunca râului Torne älv.

## Comparația dintre meänkieli și finlandeza standard
| Meänkieli                                   |  | Finlandeză                                     |
| ------------------------------------------- |  | ---------------------------------------------- |
| Ruotti oon demokratia. Sana demokratia      |  | Ruotsi on demokratia. Sana demokratia          |
| tarkottaa kansanvaltaa. Se merkittee        |  | tarkoittaa kansanvaltaa. Se merkitsee,         |
| ette ihmiset Ruottissa saavat olla matkassa |  | että ihmiset Ruotsissa saavat olla mukana      |
| päättämässä miten Ruottia pittää johtaa.    |  | päättämässä, miten Ruotsia pitää johtaa.       |
| Meän perustuslaissa sanothaan ette kaikki   |  | Meidän perustuslaissamme sanotaan, että kaikki |
| valta Ruottissa lähtee ihmisistä ja ette    |  | valta Ruotsissa lähtee ihmisistä, ja että      |
| valtiopäivät oon kansan tärkein eustaja.    |  | valtiopäivät on kansan tärkein edustaja.       |
| Joka neljäs vuosi kansa valittee kukka      |  | Joka neljäs vuosi kansa valitsee, ketkä        |
| heitä eustavat valtiopäivilä, maakäräjillä  |  | heitä edustavat valtiopäivillä, maakäräjillä   |
| ja kunnissa.                                |  | ja kunnissa.                                   |